# Greenore
Greenore (irl. An Grianfort) – nadmorska wieś w hrabstwie Louth w Irlandii.

## Historia
Na początku XIX wieku wybudowano tutaj latarnię morską.
W 1863 zezwolono na budowę portu i dworca. Port został wybudowany w 1867 roku, aby zapewnić połączenia do Heysham i Fleetwood. Od 1873 do 1951 roku istniał prom pomiędzy Greenore i Holyhead, a także z Greenore do Greencastle. Wieś zapewniała domy pracownikom portu i kolejarzom, a dworzec i hotel obsługiwał pasażerów na kolei i promu. Pierwotna linia kolejowa otwarto 1 maja 1873 r. i przebiegała ona od Dundalk do Greenore. W 1876 r. linia kolejowa została przedłużona do Newry. Dworzec kolejowy zamknięto 1 stycznia 1952 r. i został zastąpiony przez linię autobusową do Dundalk i Newry.
W 1964 r. w porcie rozwinęło się piractwo radiowe poprzez stację Radio Caroline.

## Gospodarka
W 2005 r. port w Greenore obsłużył statki o łącznym tonażu 649 000 ton.
Greenore to również nazwa irlandzkiej whiskey produkowana w pobliskiej destylarni Cooley Distillery.

## Sport
W 1896 r. powstał klub golfowy Golf Club Greenore.

## Znani mieszkańcy
- Desmond Michael Hynes – arcybiskup
- Jimmy Magee – komentator sportowy

## Galeria

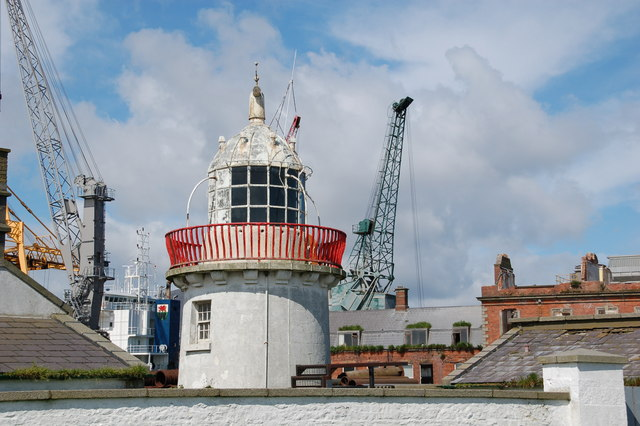
Latarnia morska
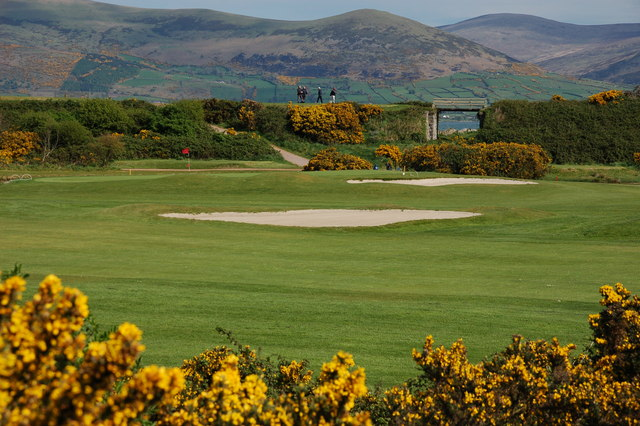
Pole golfowe
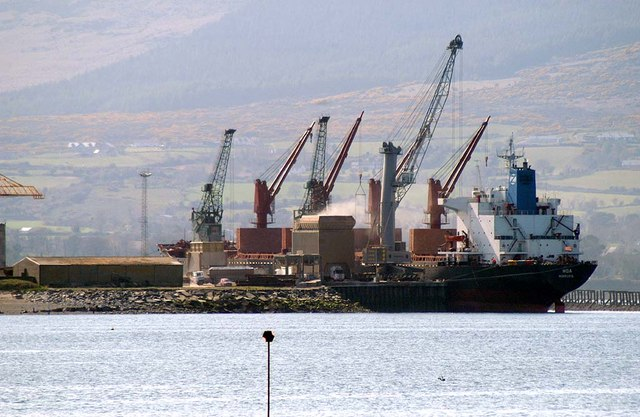
Port
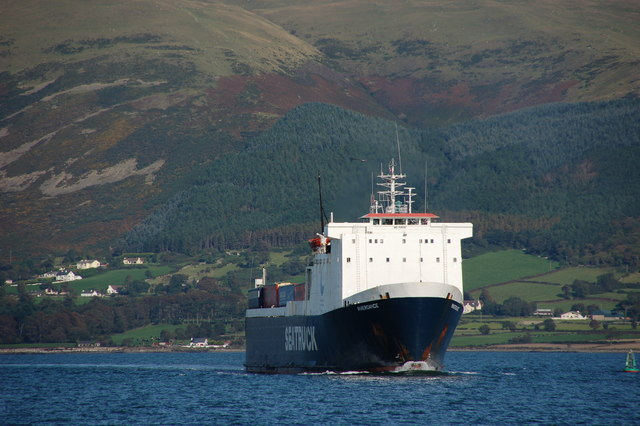
Statek „Riverdance” wypływający z portu